# Mil Mi-17
El Mil Mi-17 (en ruso: Ми-17, designación OTAN: Hip) es el modelo de exportación del Mi-8M en operación en Rusia, es un helicóptero bimotor de transporte con capacidad de portar cohetes y misiles guiados antitanque.
Fue diseñado en la fábrica de helicópteros Mil de Moscú (fundada por Mijaíl Mil) como un derivado del Mil Mi-8 de Rusia, uno de los modelos más populares en el mundo por su comparativo bajo costo y alta capacidad de carga útil.
El costo operativo por hora de vuelo sería del orden de los US$ 900.
Se producen en las fábricas de Ulán-Udé y Kazán, en esta última se fabrican específicamente los Mi-17-V5 (Mi-8MTV-5) para las Fuerzas Armadas y el Mi-172 de aplicación civil. Un Mi-17 se suele diferenciar visualmente de la serie Mi-8T porque estos últimos llevan el rotor de cola sobre el lado derecho, mientras que el Mi-17 lo lleva del lado izquierdo.

## Diseño
Es un helicóptero biturbina, pesado y de largo alcance para el transporte de tropas o carga, tiene un tren de aterrizaje fijo con tres ruedas, capacidad de portar tanques de combustible externos, disipadores de calor para reducir firma calórica, también puede ser artillado y blindado con extensiones alares a los costados del fuselaje para operaciones de combate y apoyo aéreo cercano, pero a costa de reducir la capacidad de carga. 
Existen versiones para el transporte de pasajeros civiles, transporte vip para autoridades del gobierno, carga, guerra electrónica, radar, vigilancia naval, combate y apoyo de soldados en tierra, para la lucha contra la insurgencia, narcotráfico, terrorismo, piratería, combatir incendios, escolta de aviones de combate de ataque a tierra y rescate de soldados heridos en el campo de batalla.
Desarrollado a partir de la base del fuselaje del anterior diseño del Mil Mi-8, fabricado varios años antes en la Unión Soviética, el nuevo y modernizado Mi-17 , fabricado en Rusia, fue equipado con los motores más grandes Klimov TV3-117MT, rotores nuevos y la transmisión desarrolladas para el diseño de la versión más moderna Mil Mi-14, una variante de helicóptero naval y de transporte de tropas, junto con las mejoras del fuselaje para poder transportar cargas más pesadas, el rotor de cola está montado en el lado izquierdo, en el anterior modelo estaba montado en el costado derecho, el nuevo modelo para exportación es más potente, tiene mayor capacidad de carga y velocidad. 
Las modificaciones incluyen una nueva puerta grande en el lado derecho, la mejora del control de APU de los motores incorporado, sistema de alimentación de combustible a los motores, controlado en forma electrónica FADEC, placas de armadura de Kevlar en toda el área de la cabina y los motores, algunos modelos tienen una rampa de carga disponible, en lugar de las habituales puertas de concha para la carga trasera, y puede cargar un vehículo hasta el tamaño de un SUV, para operaciones detrás de las líneas enemigas.

## Variantes

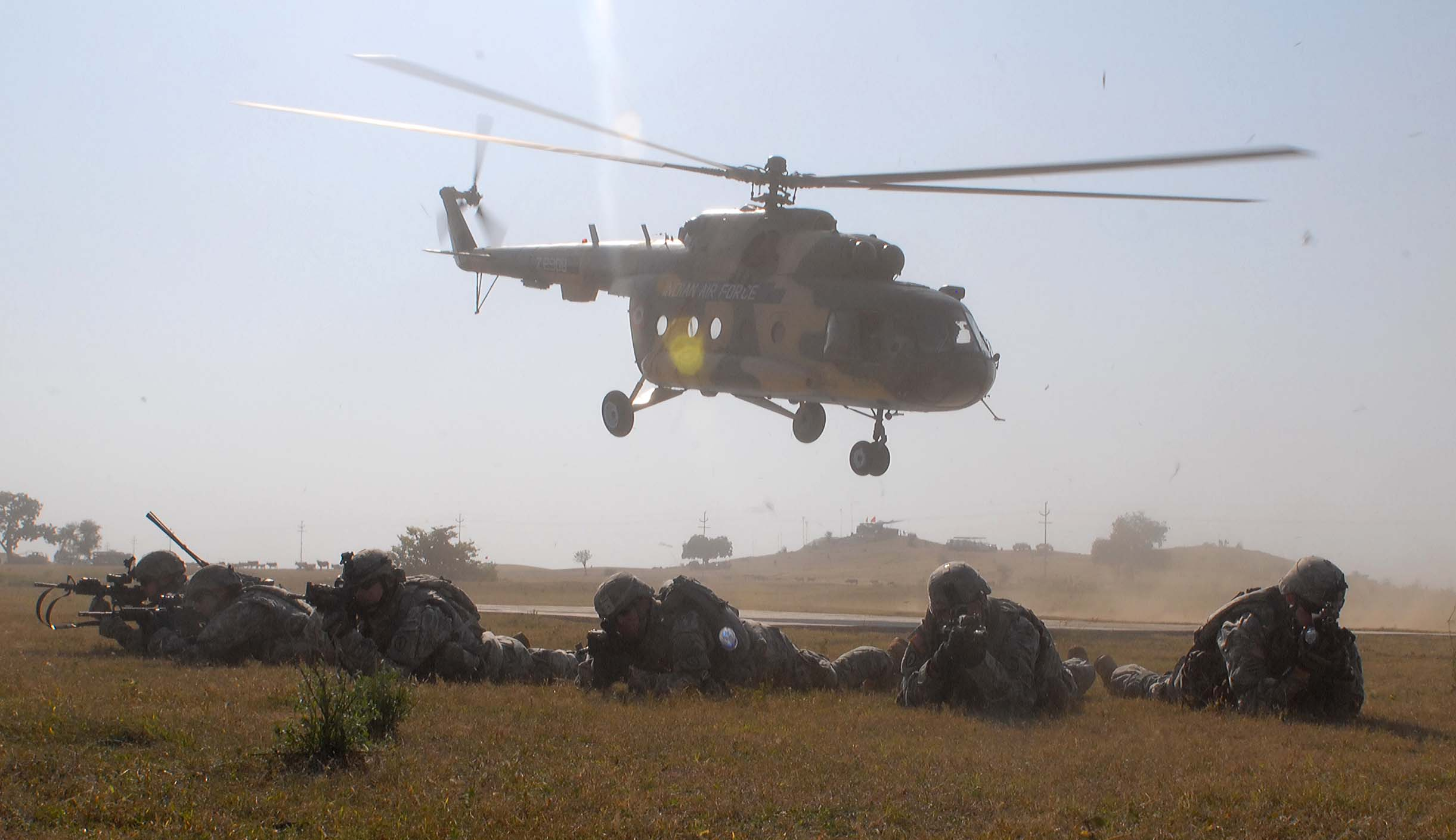
Soldados del Ejército de los Estados Unidos y del Ejército de la India en prácticas con un Mi-17 de apoyo.

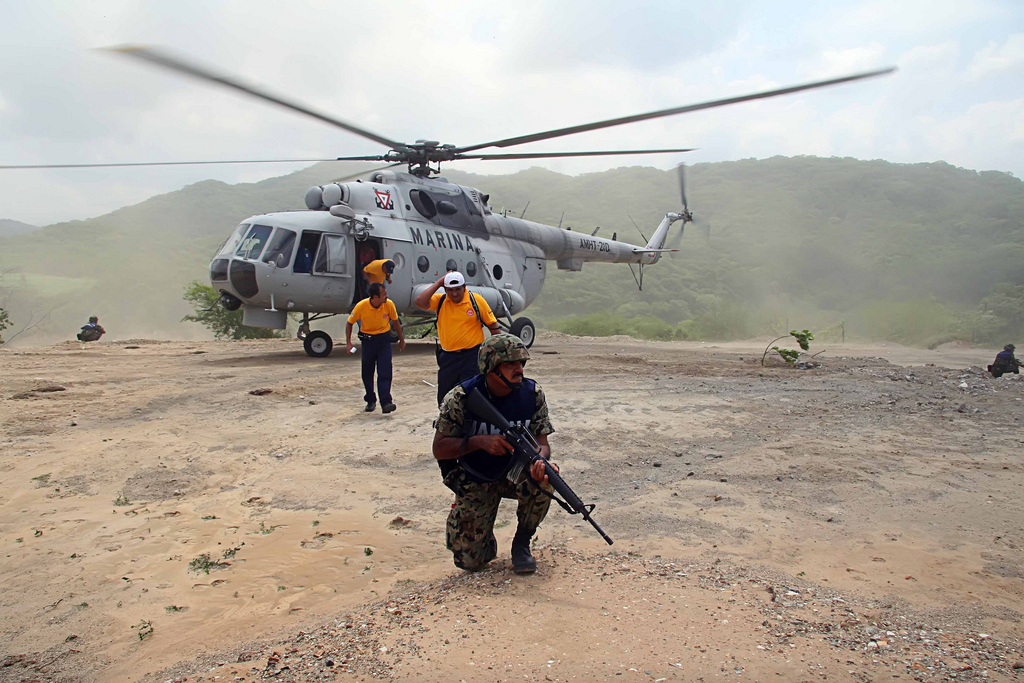
Mi-17 de la Armada de México con radar RDR-1500B y FLIR Star SAFIRE II.

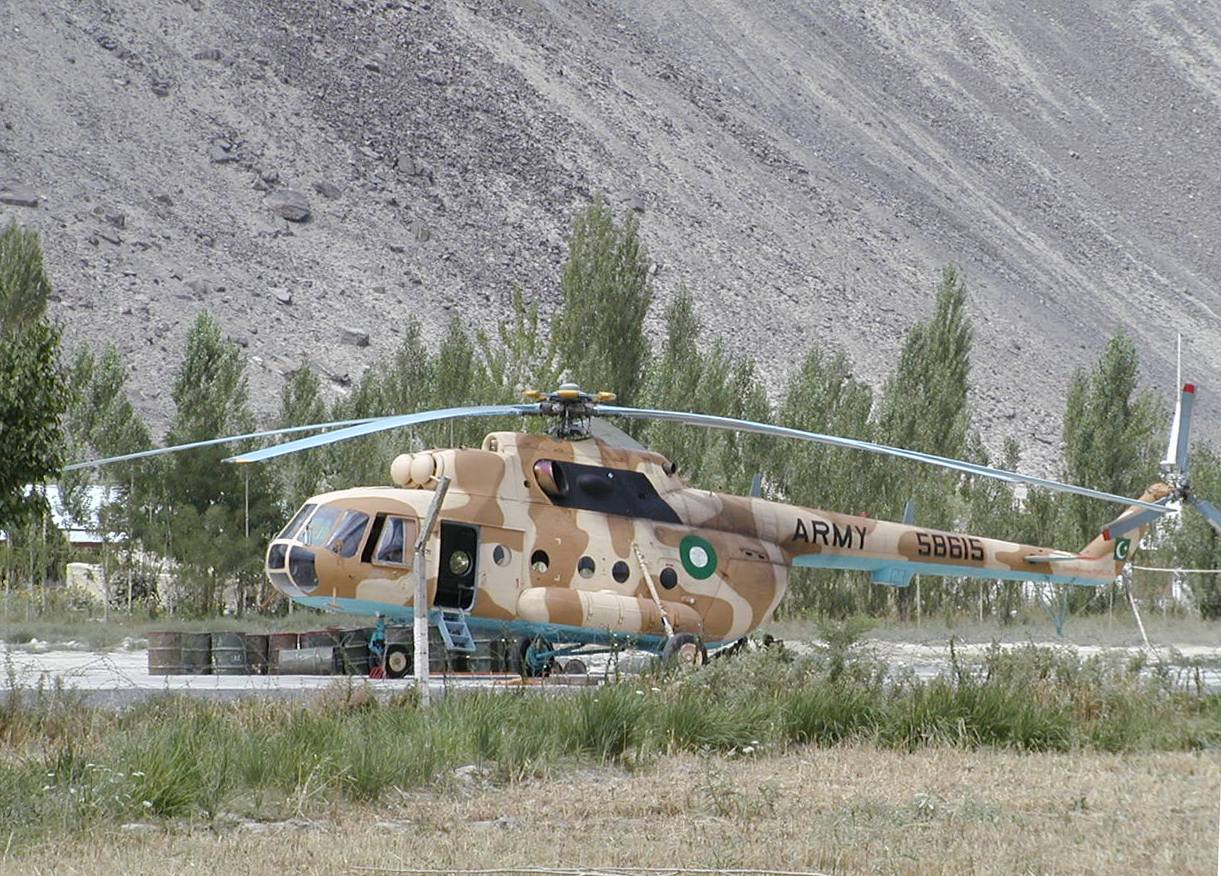
Mi-17 del Ejército Pakistaní.

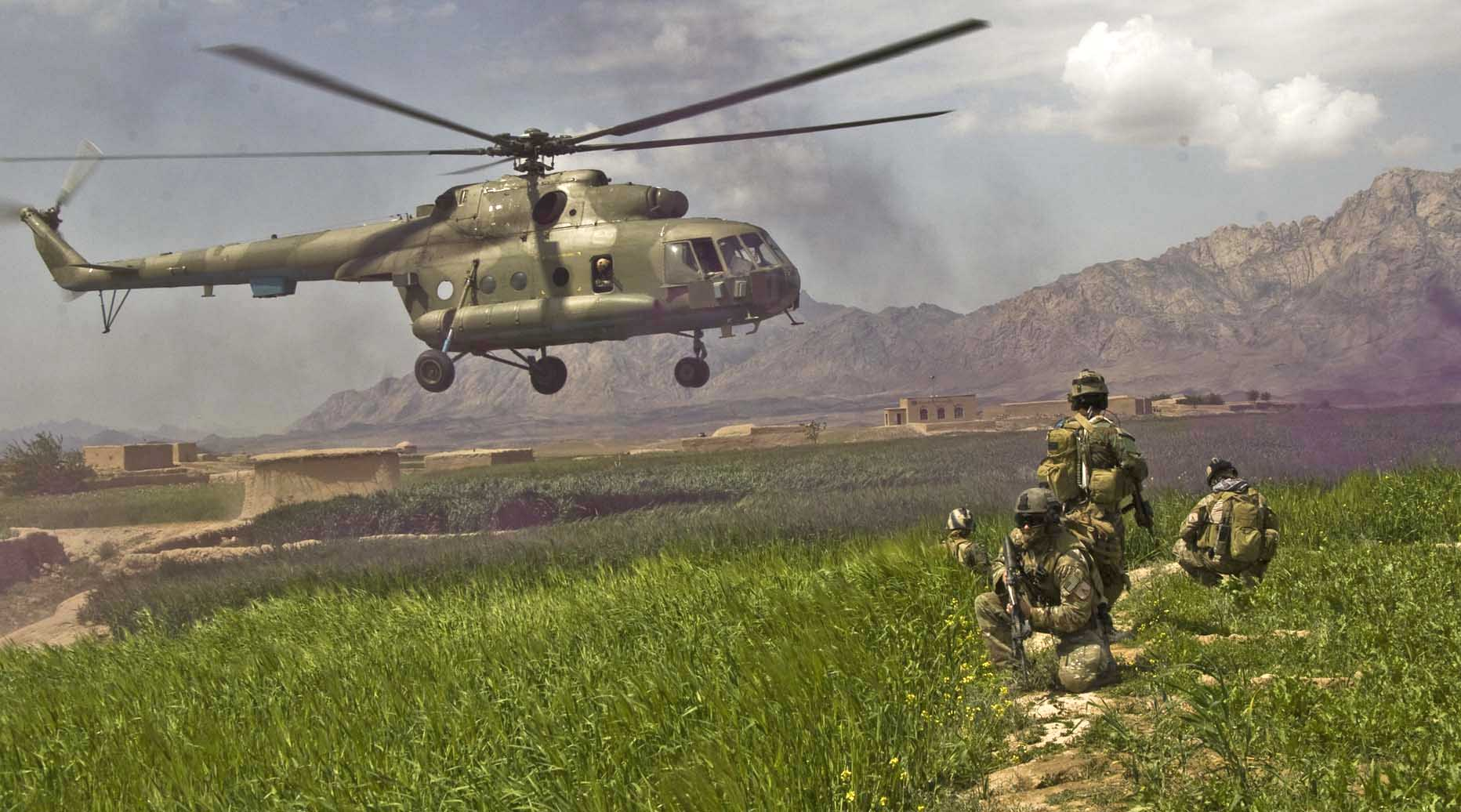
Mi-17 en la provincia de Farah, Afganistán.

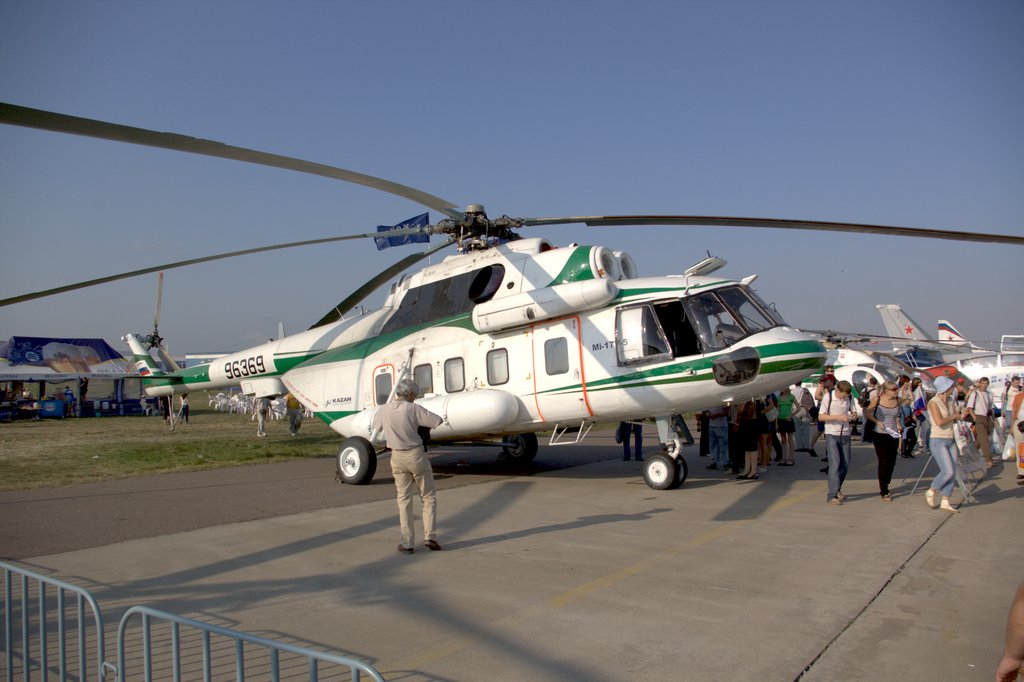
Mi-17V-5.

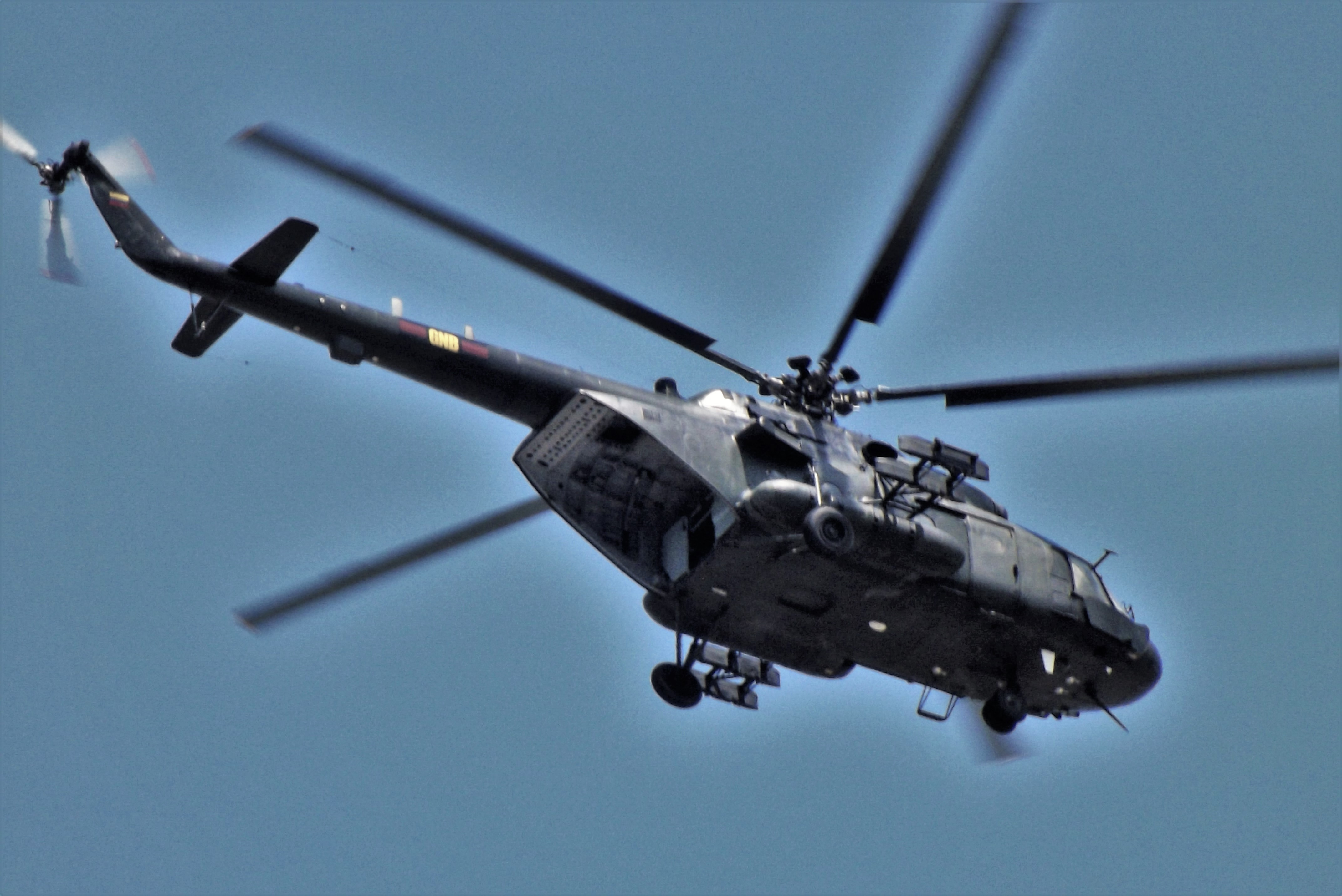
Mi-17 V5 (PANARE)

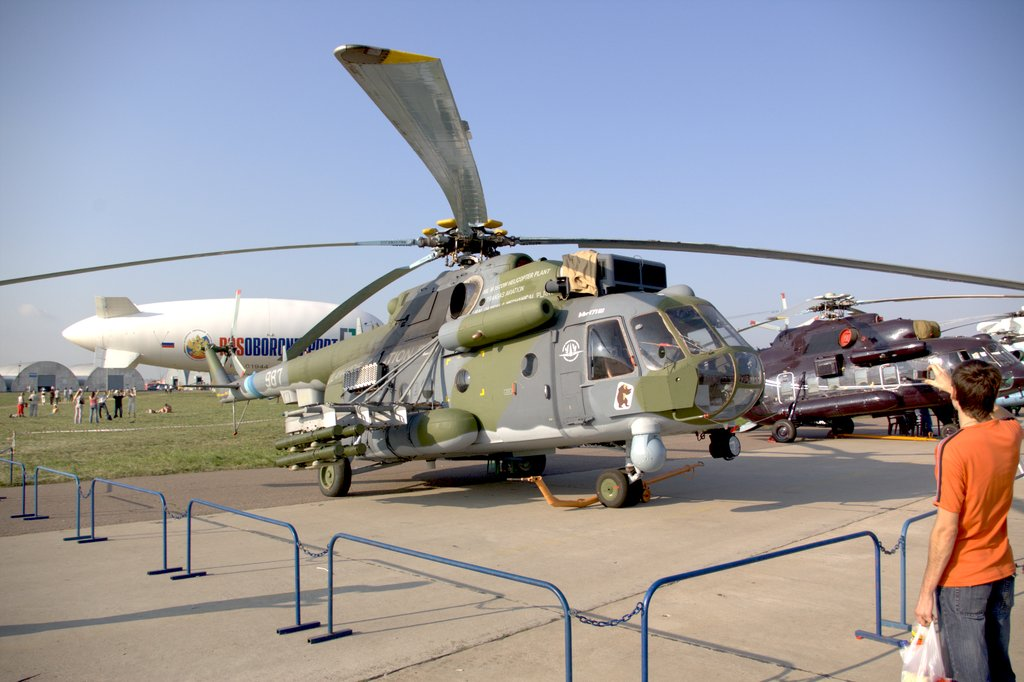
Mi-171 Sh.

Mi-17
Versión mejorada del Mi-8 aunque básica, propulsado por 2 motores turboeje Klimov TV3-117MT.
Mi-17-1B (designación OTAN Hip-F)
Versión artillada.
Mi-17-1M
Versión para operar a gran altitud, propulsado por 2 motores turboeje Klimov TV3-117VM.
Mi-17KF
Versión de exportación equipado con nueva aviónica.
Mi-17P
Versión de exportación para transporte de pasajeros.
Mi-17PG
Capacidad de interferencia electrónica, con sistema de interferencia en banda H/I.
Mi-17PI
Capacidad de interferencia electrónica, con sistema de interferencia en banda-D.
Mi-17PP (Mi-8MTPB)
Designación OTAN Hip-H EW. Versión con capacidad de interferencia electrónica.
Mi-17AE
Versión SAR y Medevac poco conocidas para Polonia.
Mi-17 LPZS
Versión especializada para SAR de Eslovaquia, 4 ordenadas.
Mi-17 Z-2
Versión checa para guerra electrónica.
Mi-17-IVA
Versión hospital volante.
Mi-18
Designación original del Mil Mi-17.
Mi-19
Versión para comando de MBT's e infantería motorizada (basado en el fuselaje del Mi-8MT/Mi-17).
Mi-19R
Versión similar al Mi-19, pero para comando de artillería (basado en el fuselaje del Mi-8MT/Mi-17).
Mi-8AMT
Versión del Mi-17 Hip-H desarmada para transporte civil.
Mi-8MT
Versión actualizada del Mi-8T, propulsado por dos Klimov TV3-117MT turboeje de 3846 shp
Mi-8MTV
Versión Hot and High, equipado con cabina presurizada y 2 motores turboeje Klimov TV3-117VM.
Mi-8MTV-1 (Mi-17-IV)
Versión del Mi-8MTV de transporte militar, artillado y equipado con radar, para operaciones en altura.
Mi-8MTV-2
Versión militar del Mi-8MTV, equipado con radar, 6 pilones porta cohetes, misiles y otras armas.
Mi-8MTV-3
Versión militar del Mi-8MTV-2, equipado con 4 pilones de armas.
Mi-8MTV-5-Ga
Versión civil del Mi-8MTV-5.
Mi-8MTV-5 (Mi-17-V5)
Designación de exportación Mi-17MD o Mi-17-V5. Versión militar de transporte y utilitario. La diferencia con el Mi-17-1V está en la estructura del fuselaje, provisto de puerta derecha de entrada, puerta izquierda más ancha y rampa abatible trasera accionada hidraulicamente que reemplazan a las compuertas de la escotilla trasera de carga.
Además, la puerta izquierda ensanchada permite utilizar equipo de salvamento con capacidad de carga de 300 kg (hasta tres personas a la vez). Una gran escotilla en el piso da acceso a la carga externa de 4,5 toneladas de capacidad de carga. La nariz del aparato tiene el carenado íntegro levadizo, debajo del cual se puede instalar el radar meteorológico y nuevo equipo de radio. Lleva control de vuelo y navegación modernizado, con capacidad de uso de gafas para observación nocturna.
Mi-8MTV-6 (Mi-17-V6)
Versión de transición entre el Mi-17-V5 y el Mi-17-V7. Fue presentado por Kazan Helicopters en la Ferie Aeroespacial Internacional MAKS-2001. Aviónica a base de pantallas multifuncionales, grupo propulsor totalmente modernizado con los motores VK-2500 (limitación de hasta 2050 HP) diseñados por la Planta Klimov y del APU "Safir-5K/G" fabricado en la República Checa.
En el curso de las pruebas en alta montaña (en Tíbet) el MН-17-V6 alcanzó el techo dinámico de 7.950 metros, despegó y aterrizó a 5.500 metros de altitud. El arranque de los motores se efectuó a 6.000 metros.
Mi-8MTV-7 (Mi-17-V7)
Fuselaje del MН-17-V5, pero provista con motores VK-2500 con potencia máxima de despegue de 2400 HP, rotor sustentador de mayor rendimiento y palas fabricadas en materiales compuestos; el rotor de cola es en X, el reductor principal y la transmisión permiten tomar toda la potencia máxima de despegue de nuevos motores, además con nuevos sistemas hidráulico y de combustible. Posee "cabina de cristal" (glass cockpit) asegurando el control automático del helicóptero. Prestaciones mejoradas y ampliación de capacidades operacionales. Por ejemplo, se propone aumentar en 500 kg la carga útil, en 25 y 15-20 km/h respectivamente, la velocidad máxima y la de crucero, así como incrementar el techo estático y el dinámico.
Mi-8MTO
Versión de ataque nocturno derivado del Mi-8MT y Mi-MTV.
Mi-8AMTSh
Variante del Mi-8AMT construido en Ulan-Ude, con puerta larga en el lado derecho, placas de kevlar en toda el área de la cabina y los motores. Algunos tienen rampa de carga en lugar de las puertas usuales, y permiten cargar hasta un vehículo del tamaño de un SUV.
República Checa y Croacia ordenaron este tipo en 2005 y 2007. Bangladés también opera Mi-17SH.
Mi-17MD
Versión de exportación del Mi-8MTV-5, propulsado por 2 motores turboeje Klimov TV3-117VM.
Mi-171
Equipada con motores turboeje más potentes.
Mi-171C
Variante del Mi-171 construida en China por Sichuan Lantian Helicopter Company Limited.
Mi-171E
Transporte multipropósito, es el más moderno producido especializado para operaciones de búsqueda y rescate (SAR) con un cable de rescate, lucha contra incendios, patrullaje terrestre y marítimo; posee flotadores externos junto a los tanques de combustible para amerizaje en emergencia, puede inflar los flotadores para mantenerse flotando, grúa de carga bajo el fuselaje central para el izado o descarga en cubierta de embarcaciones y tanques suplementarios de combustible para operaciones de largo alcance, su principal característica es la capacidad operativa aumentada con los tanques de combustible externos de gran tamaño. Transporta hasta 5 toneladas en carga externa o hasta 37 soldados con equipamiento de combate completo o hasta 12 heridos en camillas incluyendo personal de atención médica de emergencia.
Mi-171 Sh
Variante de exportación del Mi-8AMTSh, con aviónica de última generación, propulsado por 2 motores Isotov TV3-117M de 2200 CV, velocidad de crucero de 250 km/h, alcance de 580 km y techo de vuelo 6000 m a plena carga 4800 m, pudiendo transportar 22 efectivos, max 36 soldados o 4000 kg de carga.
Mi-172
Versión civil fabricada en la planta de Kazan, para transporte de pasajeros.
Mi-171A2
Modernización profunda del Mi-171A1. Es el helicóptero-base para las futuras versiones del nuevo HIP.

## Operadores

### Operadores militares
Afganistán

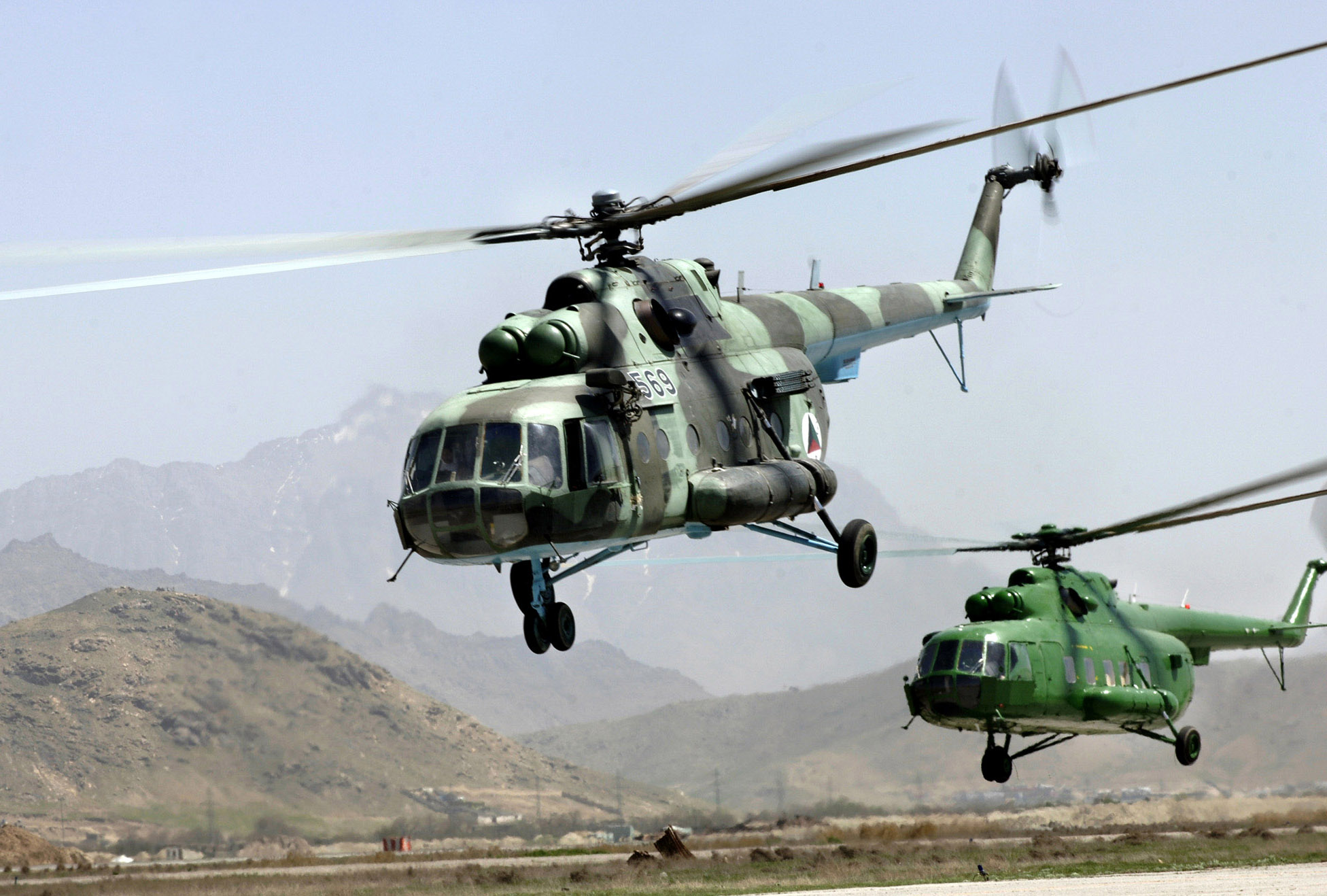
2 Mi-17 del Ejército Nacional Afgano

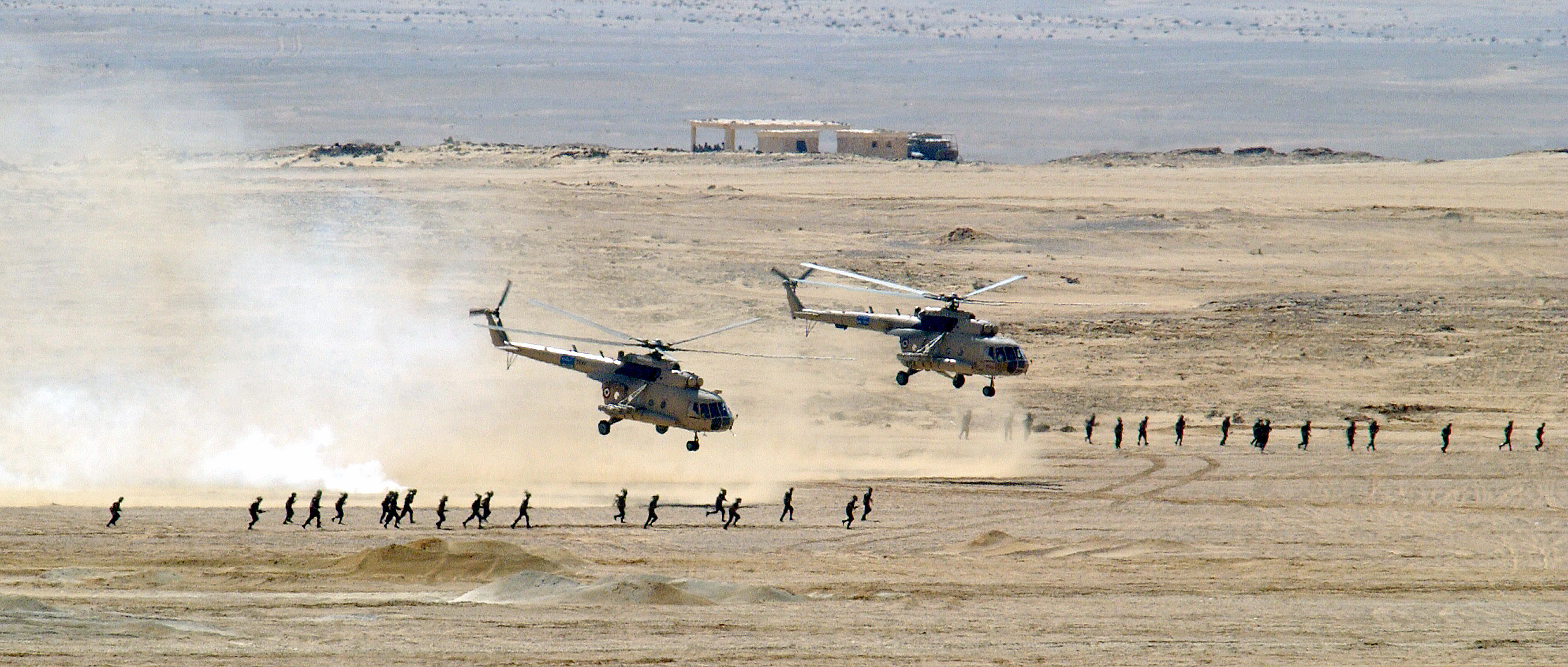
Dos Mi-17 de la Fuerza Aérea Egipcia

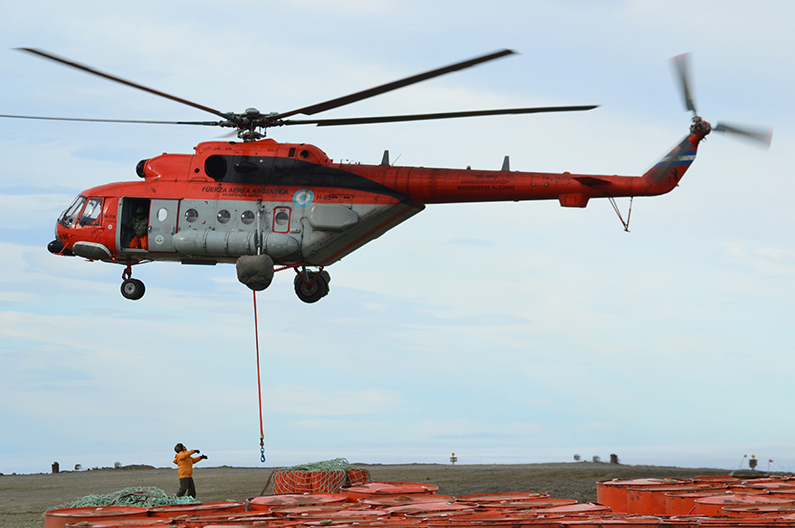
Mi-171E de la Fuerza Aérea Argentina

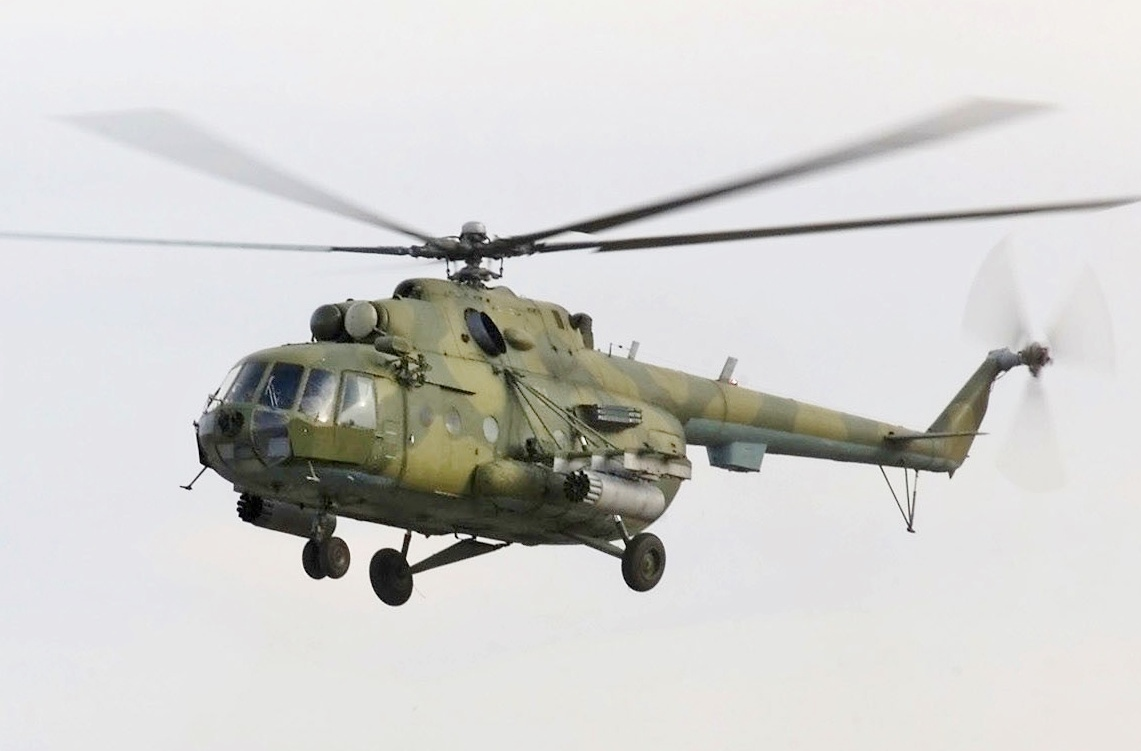
Mi-8M de Kazajistán

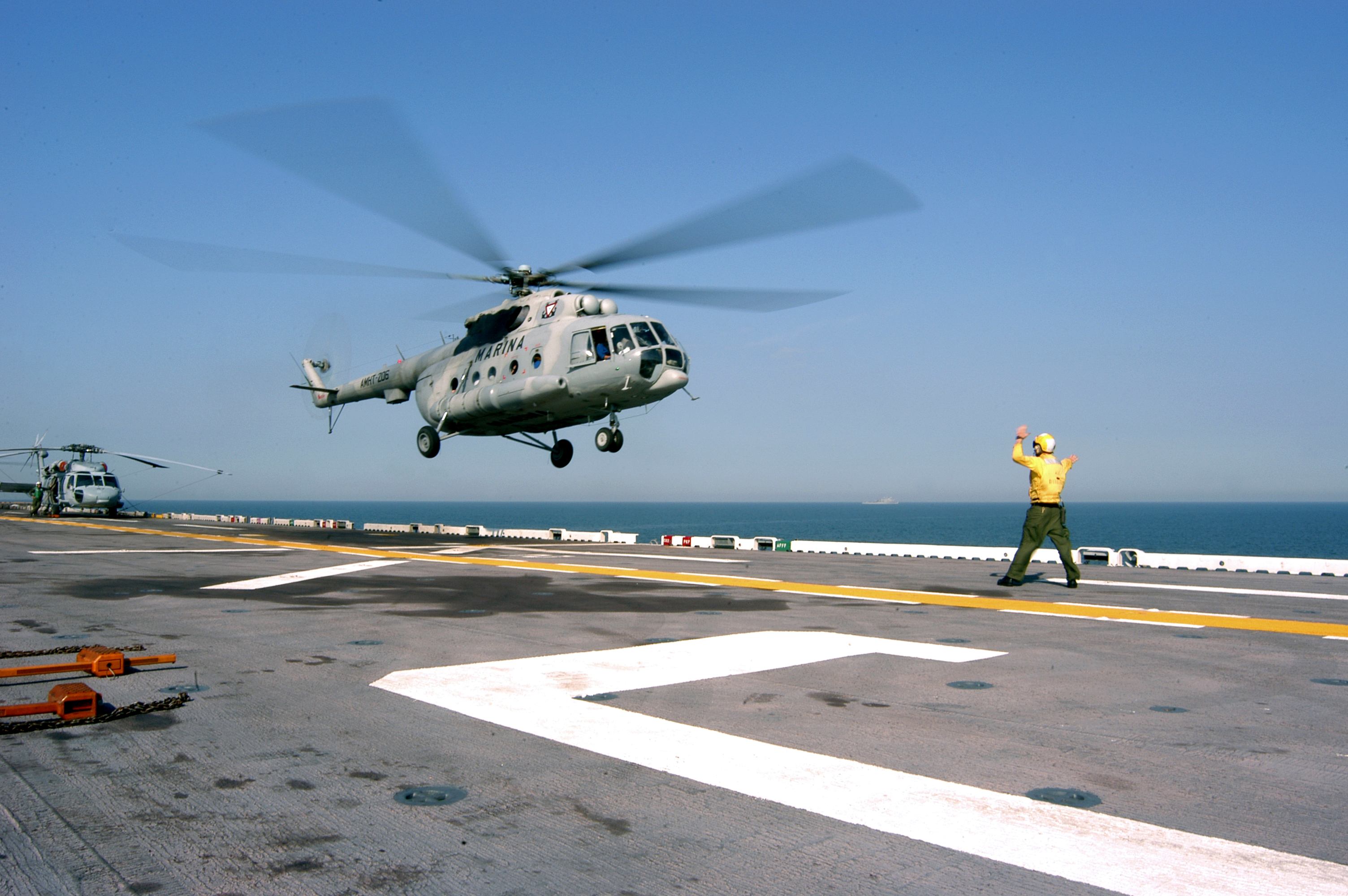
Mi-17-1V de la Armada de México.

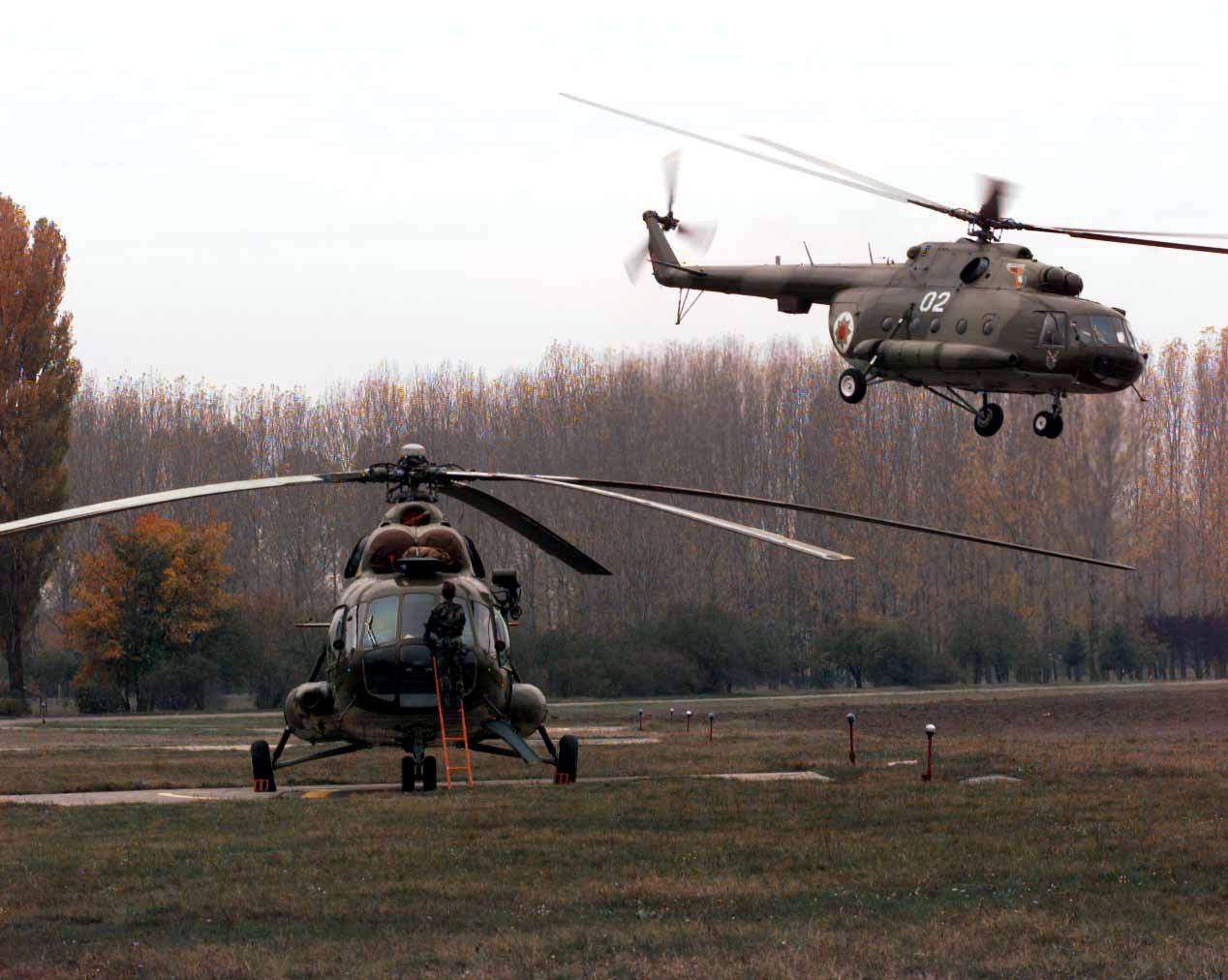
2 Mi-17-1V de la Fuerza Aérea Moldava.

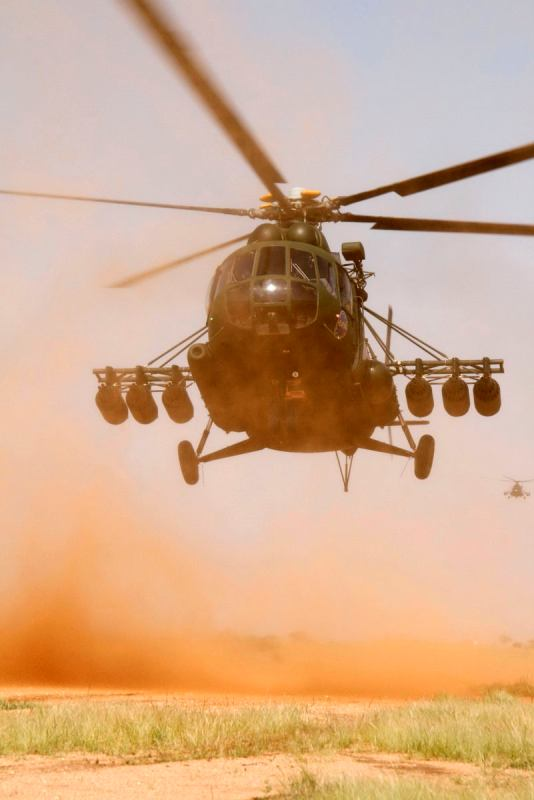
Mi-17 Ejército de Polonia en Chad

- Cuerpo Aéreo del Ejército Nacional Afgano: 18, adicionalmente 61 Mi-17-V5 estarían siendo entregados.

 Argentina
- Fuerza Aérea Argentina: 2 Mi-171E adquiridos en 2011 y destinados al Escuadrón III del Grupo Aéreo 7 de la VII Brigada Aérea. Interés en adquirir 3 unidades adicionales.[8]

 Bangladés
- Fuerza Aérea Bengalí: 15 Mi-17 recibidos desde 1989, más 10 Mi-17-1V (Mi-8MTV-1) (desde 2005) (2 de estos últimos vip).[9]

 Birmania
- Fuerza Aérea Birmana: 12 Mi-17-1V recibidos en 1995 y 1996.[10]

 Burkina Faso
- Fuerza Aérea de Burkina Faso: 3 Mi-17.[11]

 Chad
- Fuerza Aérea Chadiana: 2 Mi-17 recibidos en 2001 más 6 Mi-171 contratados con un país de Europa del Este no revelado, de los que dos se recibieron el 19 de abril de 2006. El 27 de abril de ese mismo año uno de los Mi-17 fue derribado al despegar, en la región de Tissi, al este del país. El piloto y el copiloto murieron y los dos pasajeros resultaron heridos.[12]

 China
- Ejército Popular de Liberación. En octubre de 2020 encargaron 100 helicópteros Mil Mi-17, divididos en las siguientes clases: 68 helicópteros Mi-171 (incluido el Mi-171E mejorado), 18 helicópteros Mi-171Sh (para transporte militar) y 14 helicópteros Mi-171 con motores VK-2500.[13]

 Colombia
- Ejército Nacional de Colombia: 20 Mi-17. Recibidos 10 Mi-17-1V el 25 de abril de 1997.[14] En agosto de 2002 fueron recibidos 6 Mi-17MD (MI-8MTV-5). Varios ejemplares han resultado accidentados en los primeros años.[15] Por último, en febrero de 2009 el Ejército recibió 5 adicionales.[16] Dos de estos (el Mi-17-1V número de serie 170M01 y registro EJC-375) participaron en la Operación Jaque, que permitió la liberación de Íngrid Betancourt y otras 14 personas que se encontraban secuestradas por las FARC-EP, el 2 de julio de 2008. El 26 de junio de 2016 la aeronave con designación EJC 3393 perteneciente al Ejército Nacional de Colombia es declarada desaparecida; siendo encontrada siniestrada el 27 de junio en horas de la madrugada en inmediaciones del municipio de Pensilvania, departamento de Caldas. Las malas condiciones climáticas serían las causantes del accidente según informaron versiones oficiales.[17]
- Fuerza Aérea Colombiana

 Cuba
- Fuerzas armadas revolucionarias

 Ecuador
- Ejército del Ecuador: 11 (9 Mi-17-1V de finales de los 90's más 2 Mi-171E recibidos en diciembre del 2010).[18]

 Eritrea
- Fuerza Aérea Eritrea: 4 Mi-17.[19]

 Ghana
- Fuerza Aérea Ghanesa: 4 Mi-17-V5 recibidos en noviembre de 2004, 2 de ellos para SAR y misiones auxiliares. Equipados con visores nocturnos (NVG, Night Vision Goggle) y cámara térmica (FLIR, Forward Looking InfraRed). Uno (G-691) estrellado en año del 2007.[20]

 Indonesia
- Ejército Indonesio: 6 Mi-17-V5, recibidos en julio de 2008.[21]

 México
- Fuerza Aérea Mexicana: 24 Mi-17-1V, numerados 1701 a 1724. Quedan en servicio 19 tras la caída de uno de ellos el 12 de septiembre de 2017 al prestar ayuda humanitaria en el Estado de Chiapas por un terremoto de 8,2° en la escala de Richter.

- Armada de México: 25 Mi-17,[22] 18 iniciales Mi-17-1V con matrículas AMHT-200 a AMHT-217, otros 5 Mi-17 fueron recibidos entre julio y noviembre de 2006 (AMHT-218 a AMHT-222).[23] Se perdió un Mi-17-1V en un accidente y fue repuesto por otro de la versión V5 y 3 más fueron ordenados de la versión Mi-17V5. Otra unidad se pierde en mayo de 2019 mientras combatía un incendio forestal.
- Guardia Nacional de México 4 Mi-17-1V en servicio activo

 Nicaragua
- Fuerza Aérea de Nicaragua: 18 Mi-17. Entregados hasta 36 entre Mi-8 y Mi-17 de 1982 a 1988 a la Fuerza Aérea sandinista. Tras la guerra en 1991 la mayoría son vendidos a Perú y 1 donado a Costa Rica. Los 18 en servicio han recibido modificaciones, uno como transporte vip, y actualmente se están enviando a Rusia de dos en dos para recibir la MLU.

 Níger
- Fuerzas Armadas Nigerinas: 1 Mi-17.[24]

 Nigeria
- Fuerza Aérea Nigeriana: 4 Mi-171Sh (el sufijo Sh es por Shturmovoi, asalto). Compatibles OTAN.[25]

 Perú
- Fuerza Aérea del Perú: 7 Mi-17-1B + 3 Mi-171Sh.[26]
- Ejército del Perú: 4 Mi-8MTV1 + 22 Mi-17B/-1B/-1V + 3 Mi-171Sh + 24 Mi-171Sh-P.[27]

 Polonia
- Fuerza Aérea de Polonia: 5 (+ 5 ordenados)
- Ejército de Polonia: 12
- Armada de la República de Polonia: 1 Mi-17

 Ruanda
- Fuerza Aérea Ruandesa: 5 Mi-17MD (Mi-8MTV-5) recibidos en noviembre de 1999, 4 de transporte más 1 vip.[28]

 Sudán
- Fuerza Aérea Sudanesa: Sudán firmó un contrato con Rusia para el suministro de al menos 15 Mi-17 entre 2005 y 2006.[29]

 Tailandia
- Ejército Tailandés: 6 Mi-17 adquiridos en 2008, los primeros helicópteros no estadounidenses. La elección se ha basado en que el Mi-17 puede transportar 36 soldados y un vehículo ligero simultáneamente, mientras que el UH-60 sólo puede llevar 13 soldados y además cuesta el triple.[30]

 Venezuela
- Ejército Nacional de Venezuela: 18 Mi-17-V5,[31] las últimas 4 unidades recibidas en abril de 2010.
- Armada Nacional de Venezuela: 6 Mi-17-V5
- Aviación Nacional de Venezuela: 6 Mi-17-V5, 2 Mi-17 VIP
- Guardia Nacional de Venezuela: 12 Mi-17-V5+

 Yibuti
- Fuerza Aérea Yibutiana: 3 Mi-17 recibidos, sólo 1 en servicio (J2-MAW).[32]

### Operadores gubernamentales
Costa Rica
- Servicio de Vigilancia Aérea: Recibió un Mi-17 (Mi-8MT) donado por Nicaragua, pero su estado operativo es dudoso a causa de la falta de repuestos.[15]

 Kenia
- Policía keniana: 3 Mi-17 y 1 Mi-17P VIP. El Mi-17P tiene número de serie 404M01 y matrícula 5Y-EDM, lleva radar de navegación Doppler DISS-32-90. El número de serie 404M02 lleva la matrícula 5Y-UKW, porta igualmente el radar DISS-32-90 y está configurado para transporte de tropas. Los números de serie son 404M03 (5Y-STA) y 404M04 (5Y-SFA).[33]

 México
- Guardia Nacional de México: 4 Mi-17-1V (MI-8MTV-1), matrículas XC-PFD (PF-302, número de serie 312 M82), XC-PFE (PF-304, 95582), XC-PFF (95663) y XC-PFG (PF-305, 96077).[34]

 Perú
- Policía Nacional del Perú: 2 Mi-171Sh-P, 5 Mi-8MTV1 y 3 MI-17B.

 Sudán
- Policía Sudanesa: Al menos un Mi-17-1, recibido en mayo de 2007.[35]

 Venezuela
- Instituto Nacional de Aeronáutica Civil - SAR Búsqueda y Salvamento 3 Mi-172 de búsqueda y rescate.[36]

### Intento de compra
Chile
- Fuerza Aérea de Chile: Realizó una orden de compra por 5 Mi-17-V5,[37] pero en junio del 2010 el gobierno chileno cedió su turno de compra al Perú,[38] aunque no se informó de una cancelación del pedido, luego del terremoto en Chile volvieron a las negociaciones en FIDAE 2010.[39] Sería la primera compra a la industria militar rusa en la historia por lo que fue motivo de polémica e incluso informaciones hablan de presiones por parte del lobby de la industria militar en el gobierno de Estados Unidos para evitar perder un histórico y potencial cliente.[40] Durante FIDAE 2014 Rusia se hizo presente en el evento ofreciendo al país armamento, aviación y defensa.[41] Por último en fidae 2016 más específicamente desde el año 2015 luego de las continuas catástrofes naturales el país decidió renovar su material que tiene más de 15 años y hacer acompañamiento del UH-60L que posee la FACH, con ello incluyendo a Rusia se le han ofrecido unidades aeronáuticas como el Mi-17V5, el AW149, el Eurocopter H215, y el Surion, este último surcoreano.[42]

## Accidentes e incidentes
- El 16 de octubre de 2020 por la mañana un helicóptero tipo Mil MI-17 de la Marina Armada de México sufrió un accidente al momento de realizar su despegue en el Aeropuerto Internacional Carlos Rovirosa de Villahermosa. De acuerdo testigos, la aeronave se encontraba en taxeo previo al despegue cuando el rotor principal impactó contra un poste, informes reportan que partes de la aeronave fueron expulsadas hasta un radio de 100 metros en la plataforma de aviación general. La Marina no ha emitido ninguna declaración al respecto.[43]

- El 10 de enero de 2021 un Mi-17V-5 de la Fuerza Aérea de Sudán del Sur se estrelló en la ciudad de Cueibet, en el estado de Lagos (Sudán del Sur) cuando llegaba para aterrizar. Once de los diecisiete ocupantes resultaron heridos.[44]

## Especificaciones técnicas
Referencia datos: Jane's All The World's Aircraft 2003–2004

### Características generales
- Tripulación: 4 (Piloto, copiloto, ingeniero de vuelo y técnico de a bordo)
- Capacidad: 32 pasajeros
- Carga: 4000 kg (8816 lb)
- Longitud: 18,4 m (60,4 ft)
- Diámetro rotor principal: 21,4 m (70 ft)
- Altura: 4,8 m (15,6 ft)
- Área circular: 356 m² (3832,1 ft²)
- Peso vacío: 7100 kg (15 648,4 lb)
- Peso cargado: 11 100 kg (24 464,4 lb)
- Peso máximo al despegue: 13 000 kg (28 652 lb)
- Planta motriz: 2× Turboeje Klimov TV3-117VM.
  - Potencia: 1633 kW (2251 HP; 2221 CV) cada uno.
- Consumo de combustible = 600 kg/h

### Rendimiento
- Velocidad máxima operativa (Vno): 250 km/h (155 MPH; 135 kt)
- Alcance: 950 km (513 nmi; 590 mi)
- Techo de vuelo: 6000 m (19 685 ft)
- Régimen de ascenso: 8 m/s (1575 ft/min)

### Armamento
- Puntos de anclaje: 6 con una capacidad de 1500 kg, para cargar una combinación de:   
  - Cohetes: 

    - Cohetes de 57 mm

  - Misiles: 

    - 9M17 Phalanga
    - 9K38 Igla

### Desarrollos relacionados
- Mil Mi-8
- Mil Mi-14

### Aeronaves similares
- Aérospatiale Puma
- Aérospatiale Super Frelon
- Super Puma
- AgustaWestland EH101
- NHI NH90